# Придолинна сільська рада
Придоли́нна сільська рада (рос. Придолинный сельский совет) — сільське поселення у складі Ташлинського району Оренбурзької області Росії.
Адміністративний центр — селище Придолинний.

## Населення
Населення — 656 осіб (2019; 824 в 2010, 877 у 2002).

## Склад
До складу сільської ради входять:
| Населений пункт     | Населення, осіб (2002) | Населення, осіб (2010) |
| ------------------- | ---------------------- | ---------------------- |
| Криниці, селище     | 117                    | 88                     |
| Придолинний, селище | 760                    | 736                    |